# Lagidacris
Lagidacris is een geslacht van rechtvleugeligen uit de familie veldsprinkhanen (Acrididae). De wetenschappelijke naam van dit geslacht is voor het eerst geldig gepubliceerd in 1979 door Amédégnato & Descamps.

## Soorten
Het geslacht Lagidacris omvat de volgende soorten:
- Lagidacris geniculata Amédégnato & Descamps, 1979
- Lagidacris hebes Amédégnato & Descamps, 1979
- Lagidacris straminicola Amédégnato & Descamps, 1979